# Klanica
Klanica (Servisch cyrillisch Кланица) is een plaats in de Servische gemeente Valjevo. De plaats telt 590 inwoners (2002).

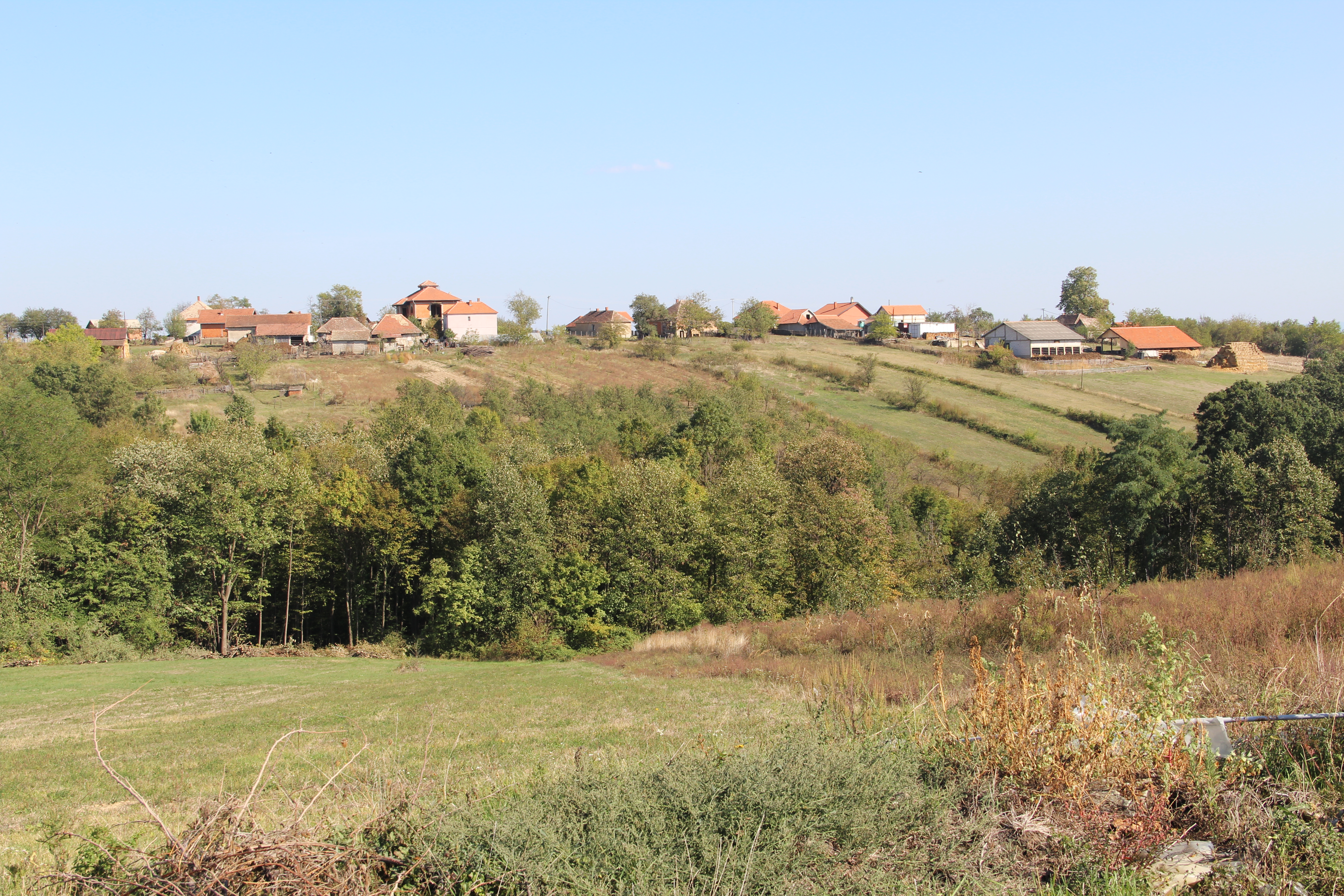
Klanica - Panorama
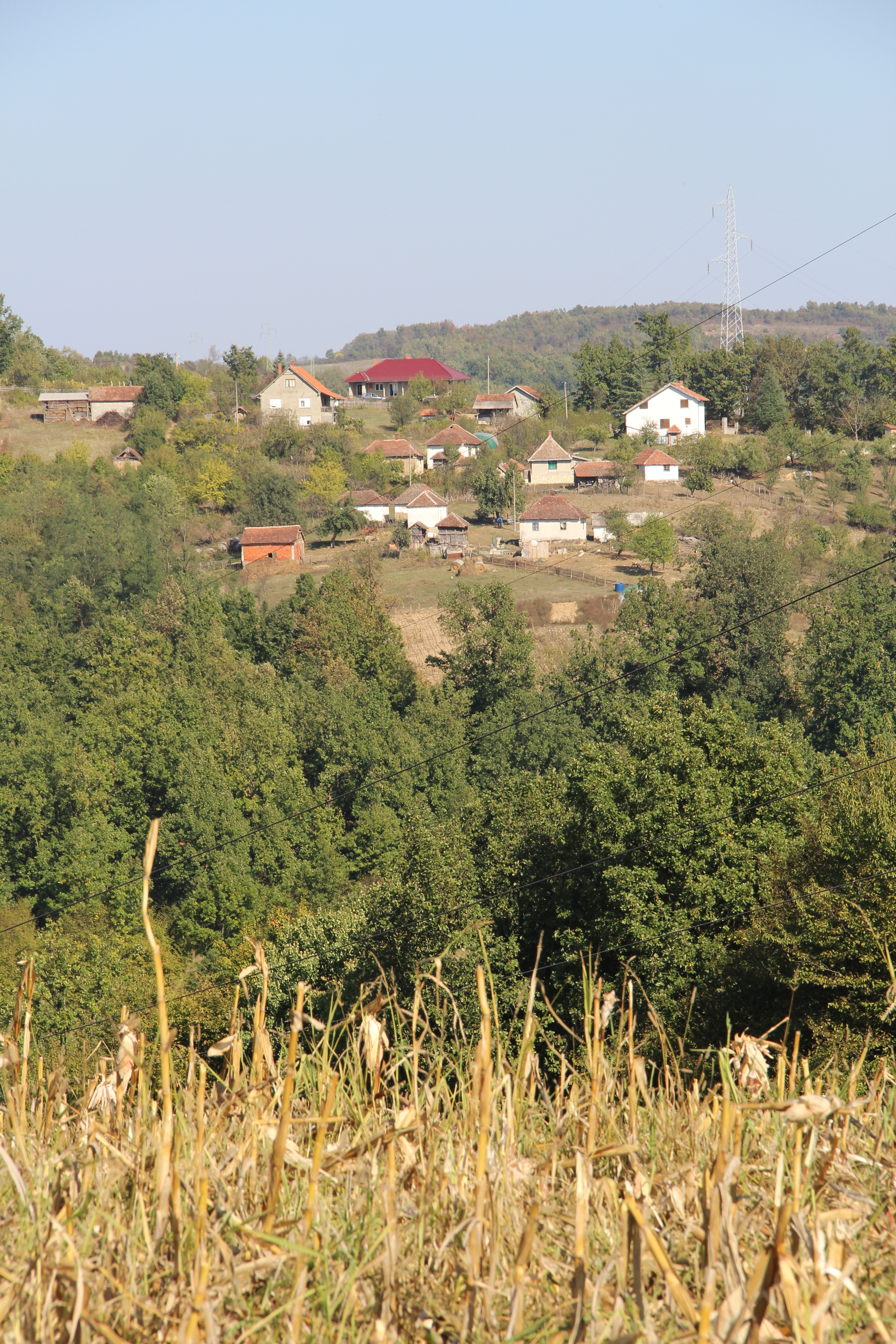
Klanica - Panorama
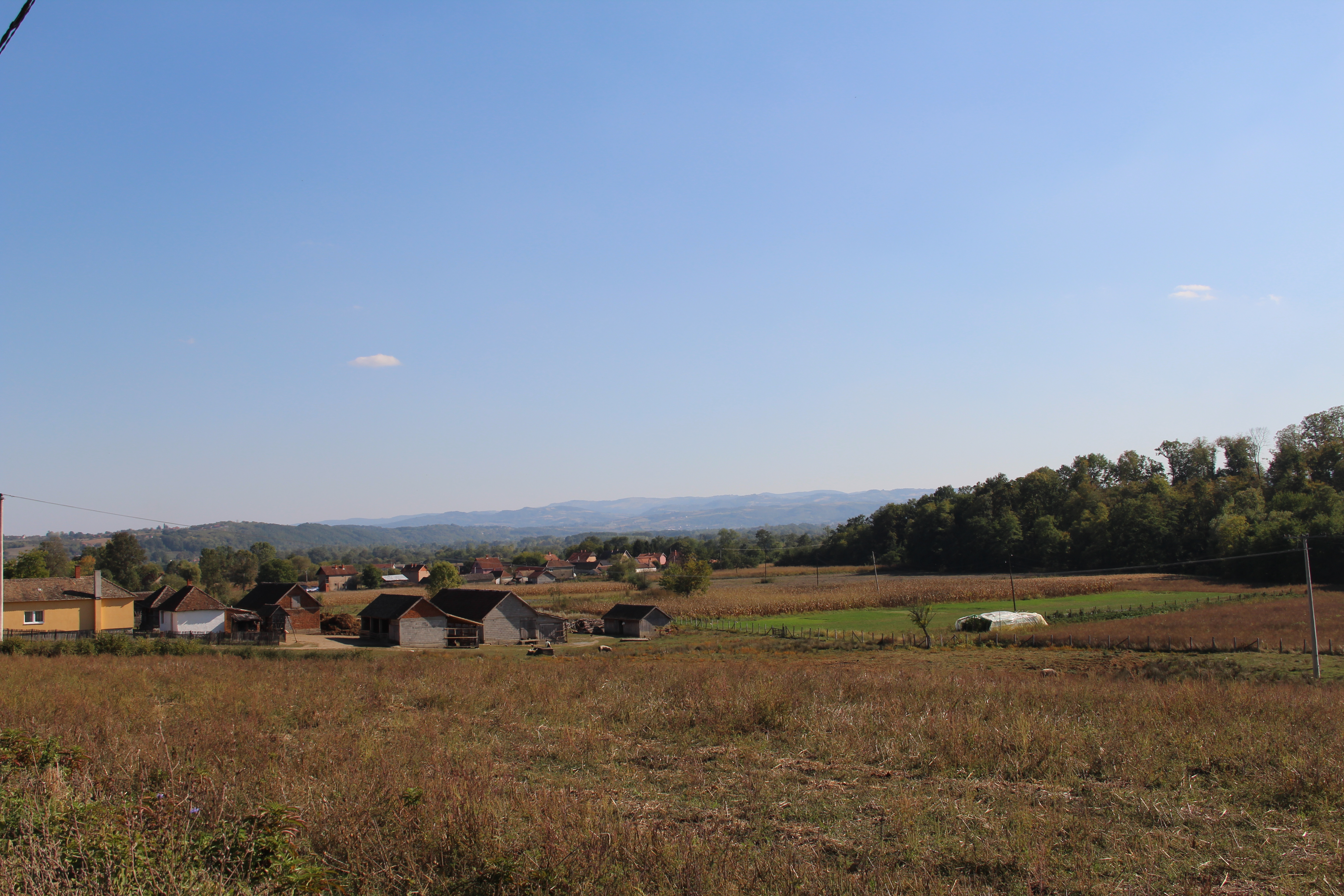
Klanica - Panorama
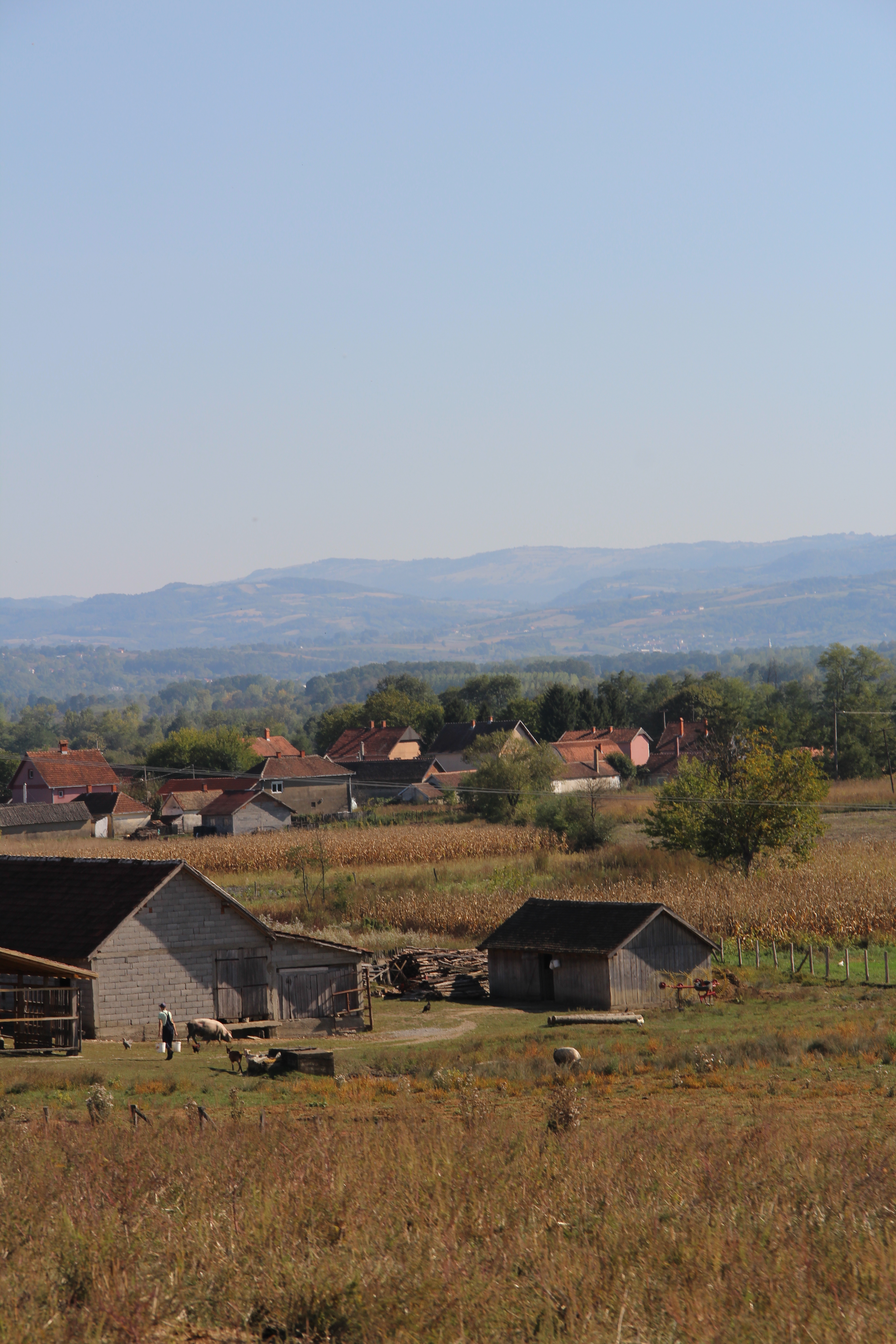
Klanica - Panorama
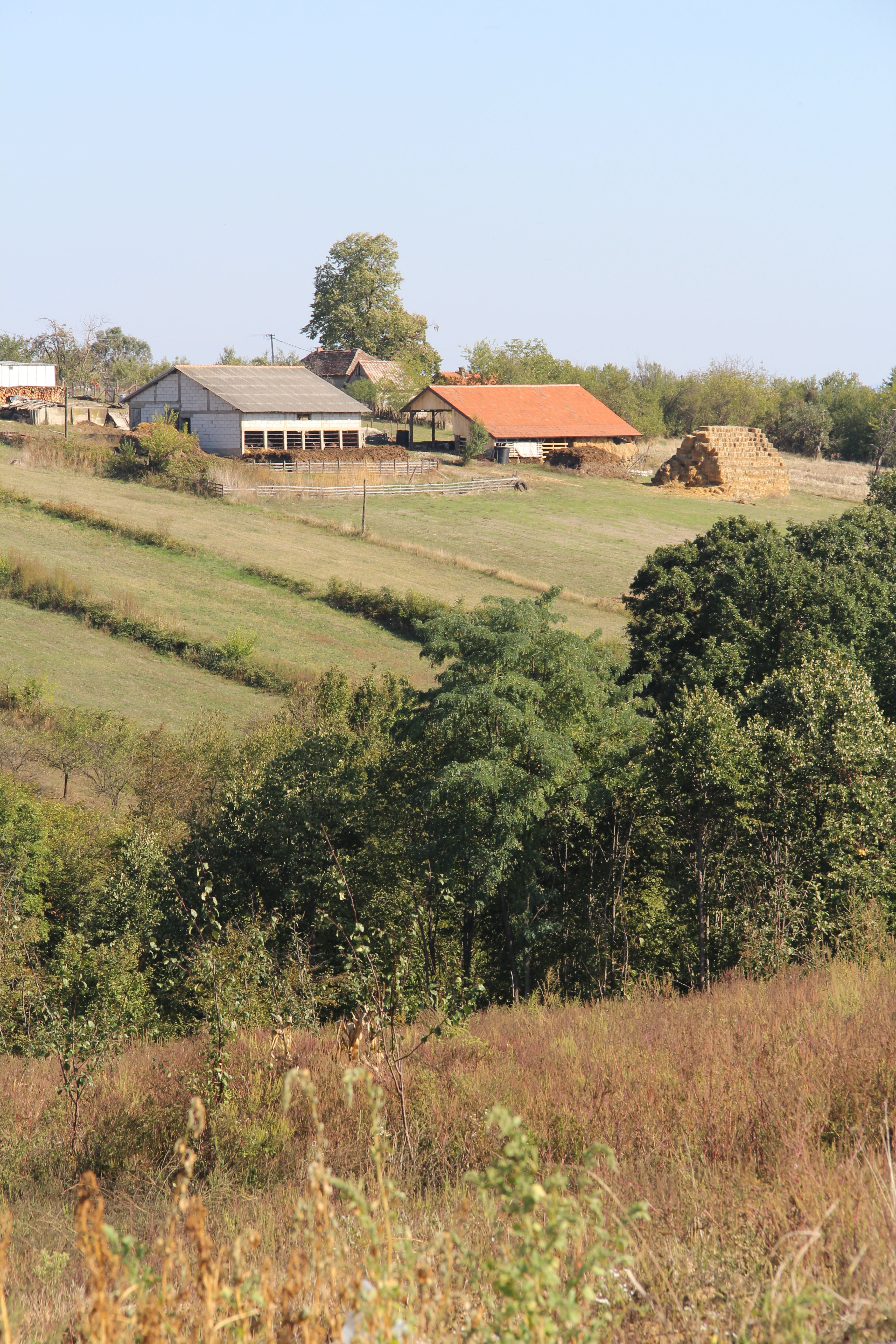
Klanica - Panorama
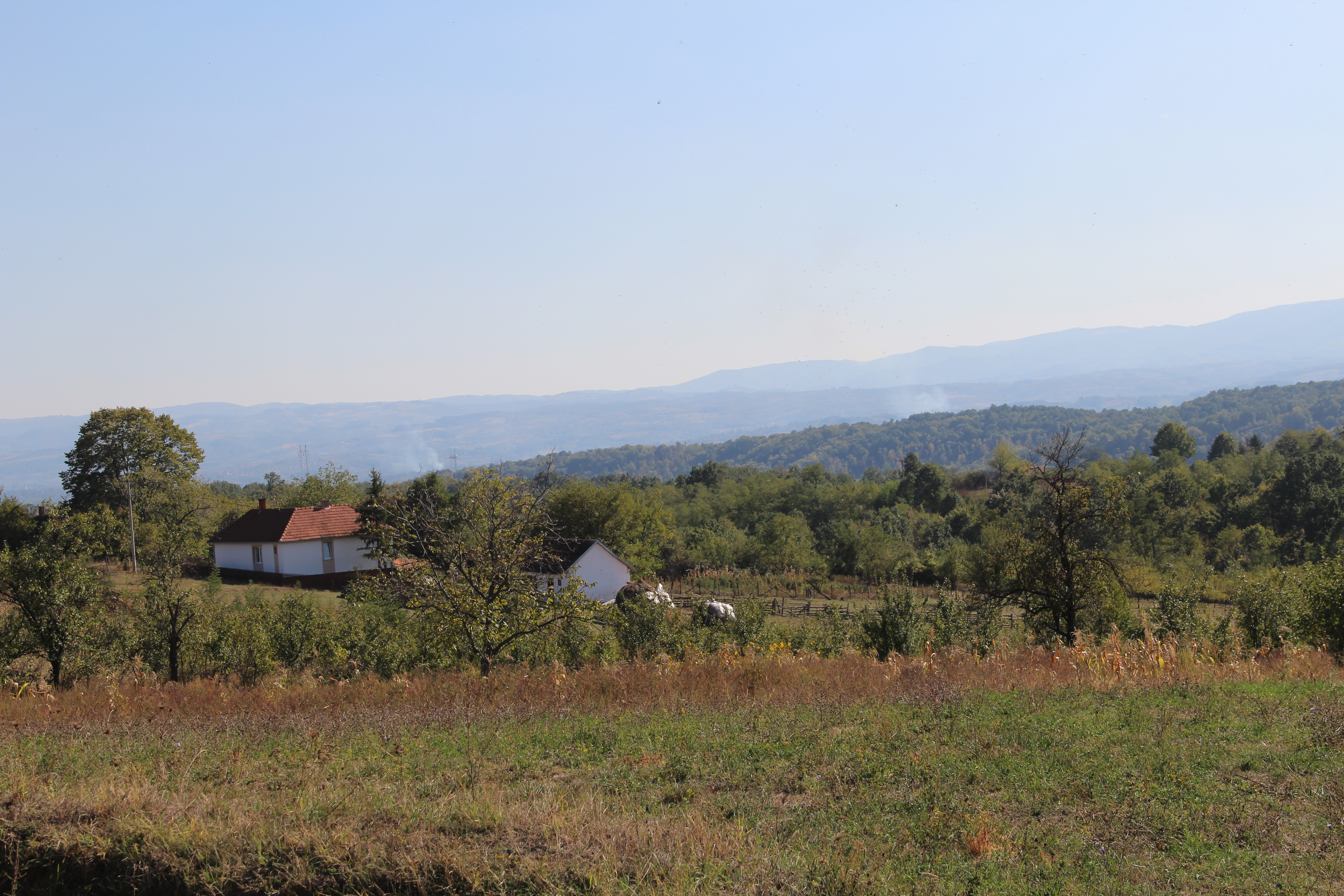
Klanica - Panorama
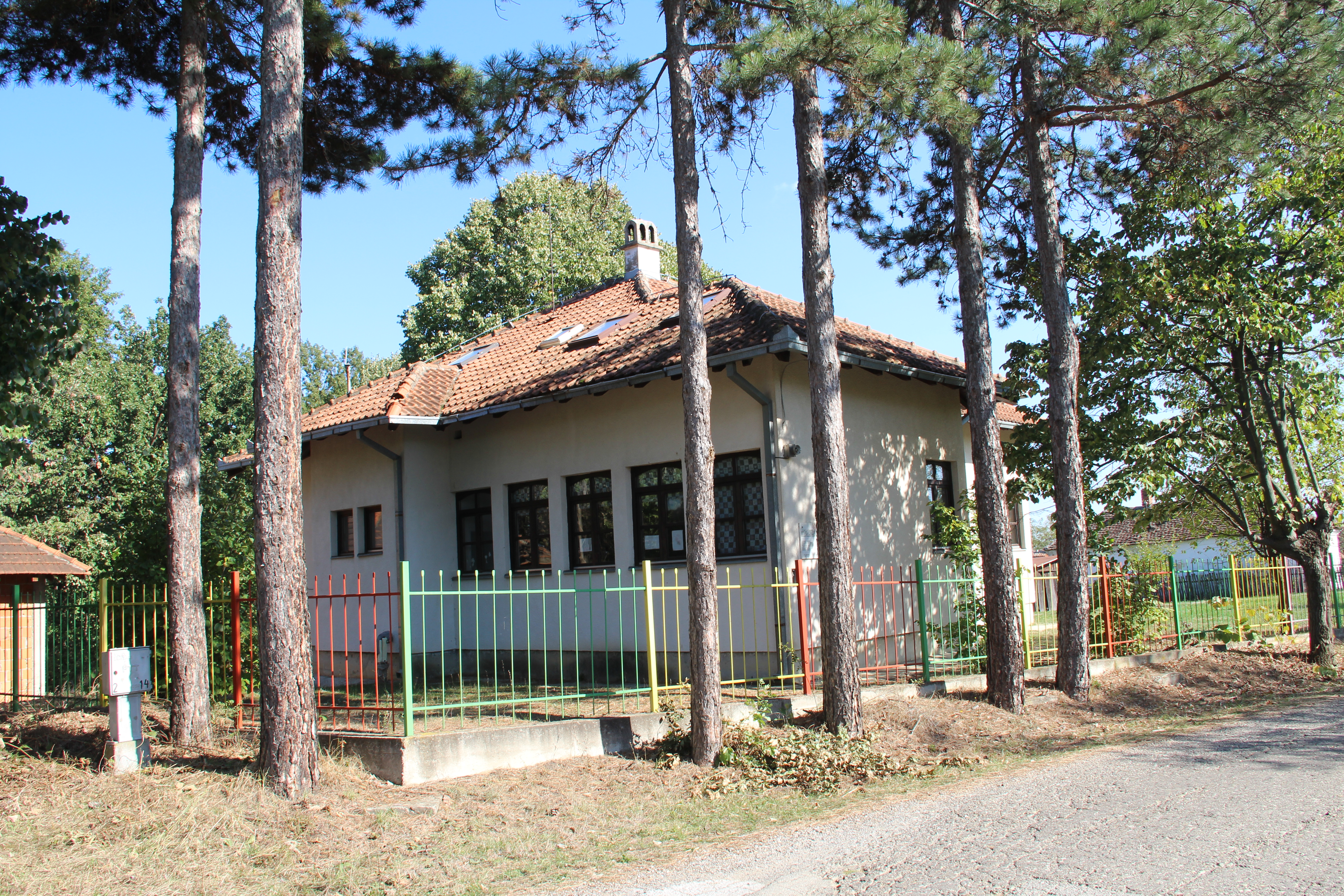
Klanica - Skole
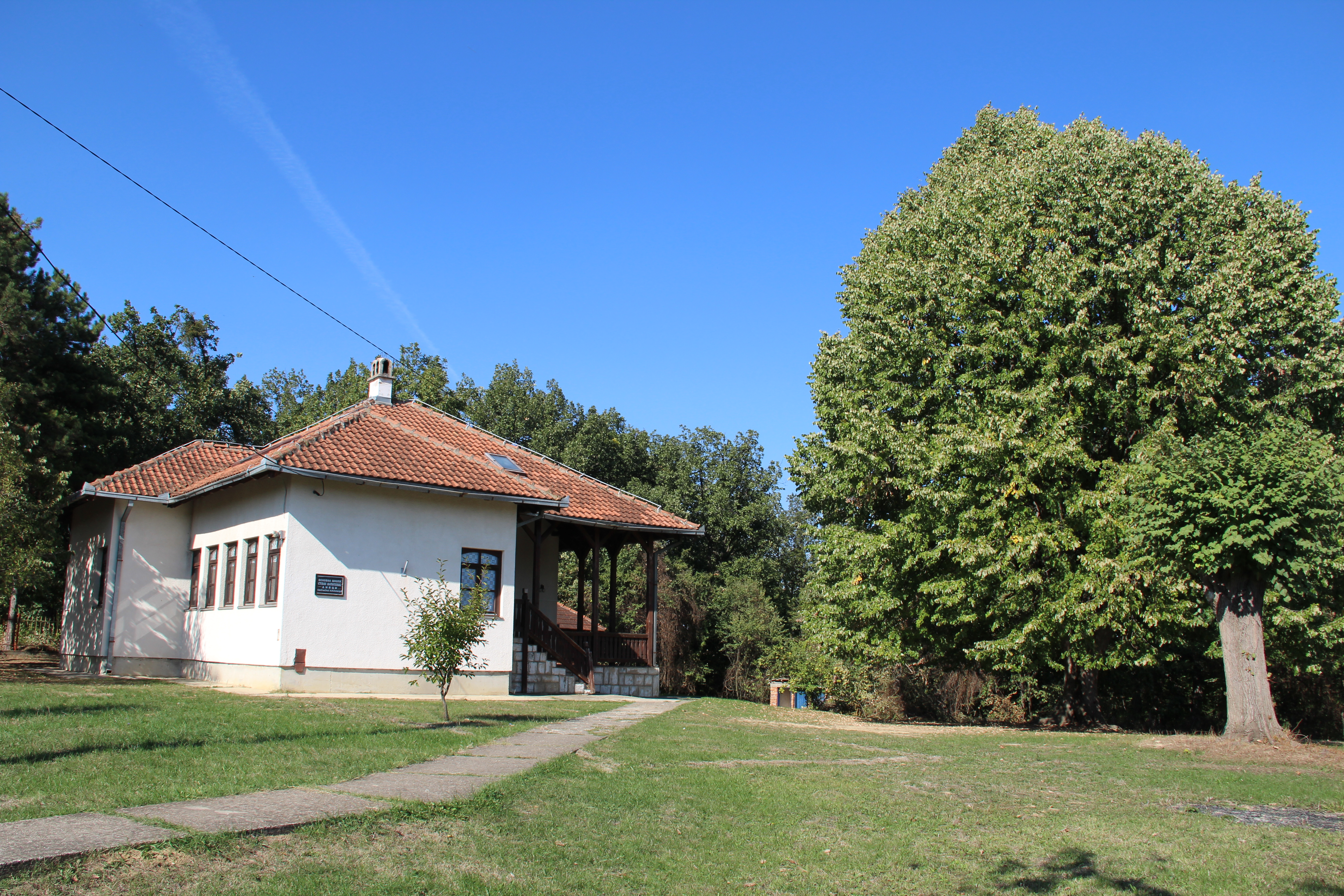
Klanica - Skole
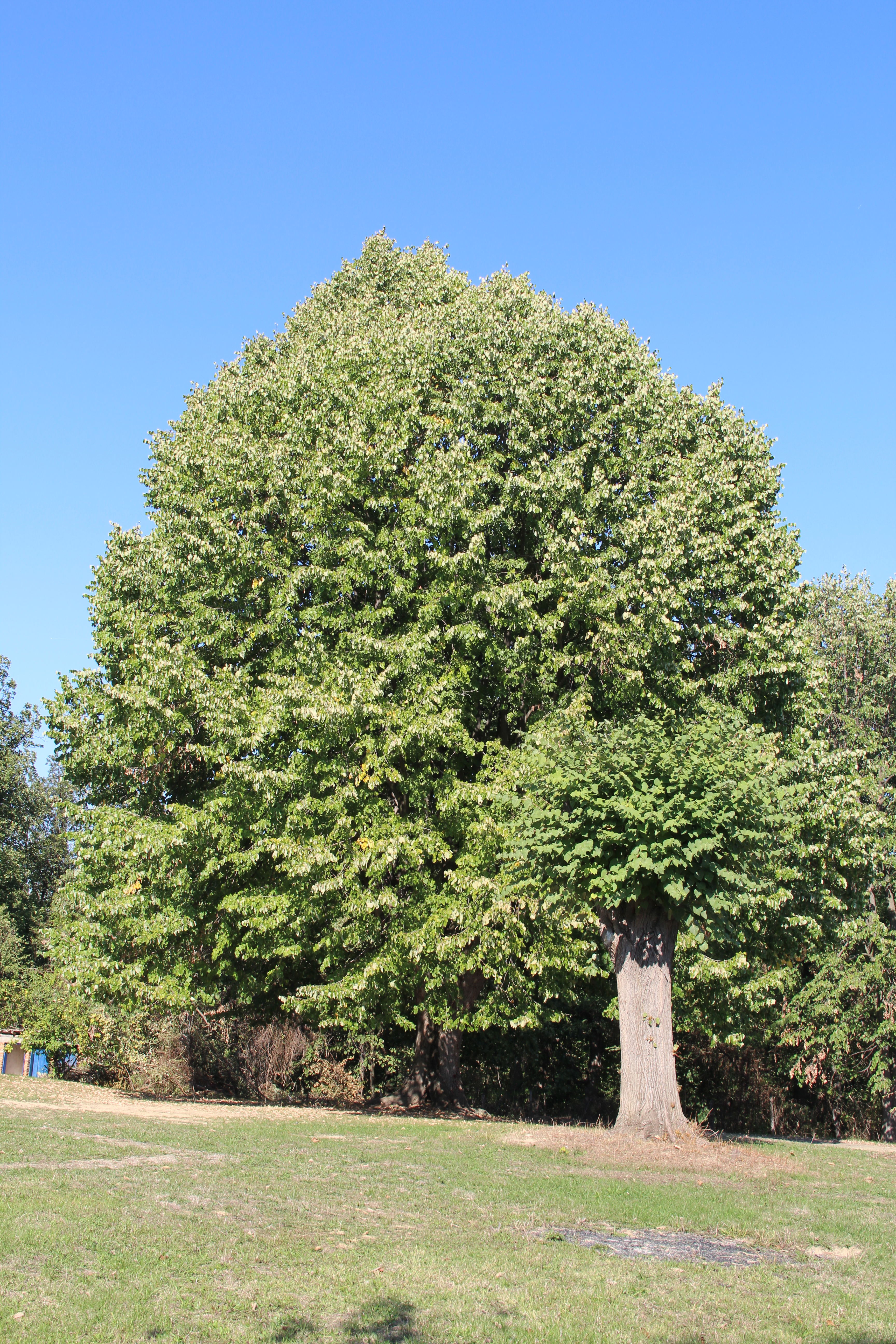
Klanica - Gamle lindetreet i skolegården
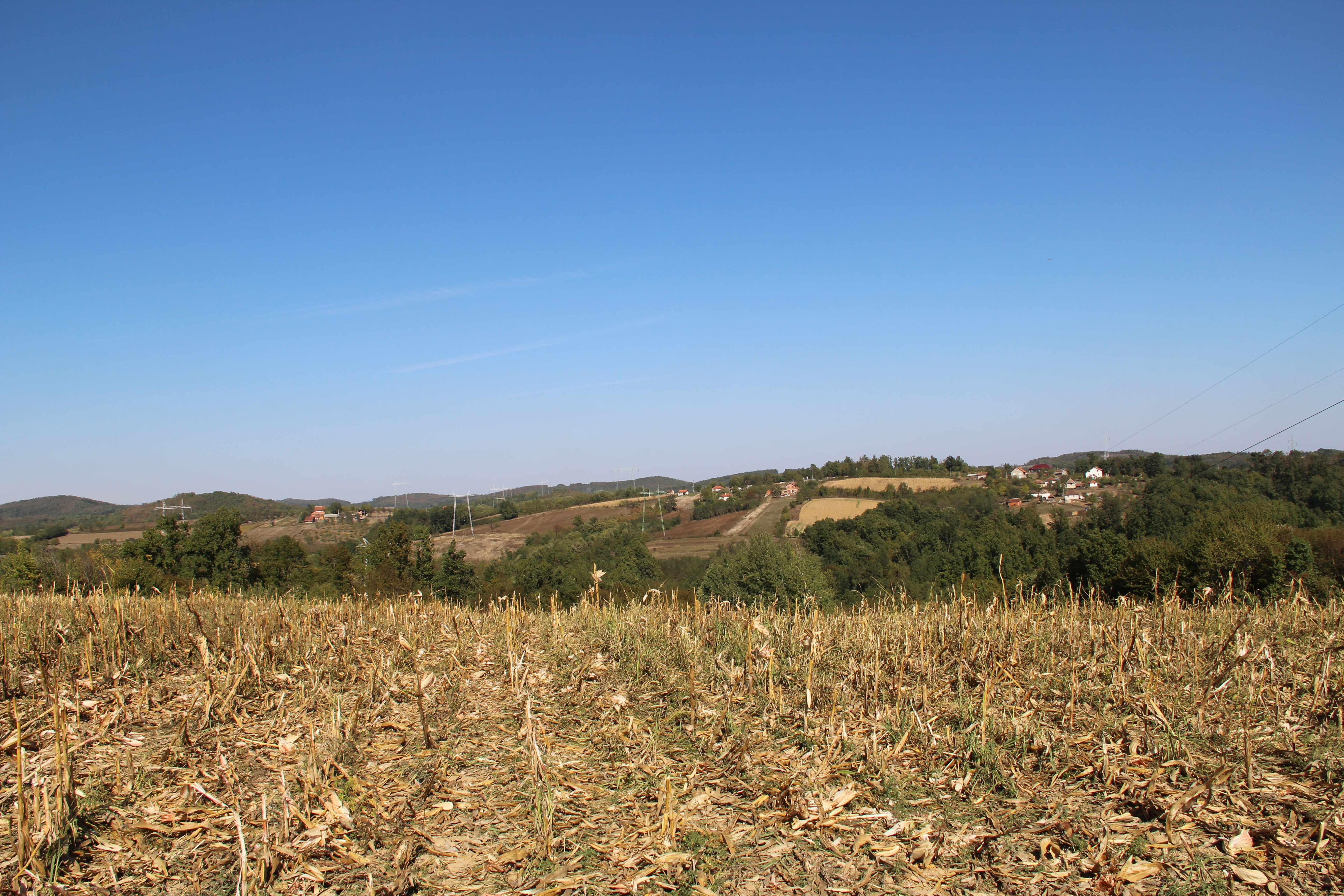
Klanica - Panorama